# Lulodes seriatopunctatu
Lulodes seriatopunctatu är en tvåvingeart som beskrevs av Günther Enderlein 1924. Lulodes seriatopunctatu ingår i släktet Lulodes och familjen bredmunsflugor. Inga underarter finns listade i Catalogue of Life.